# Rudolf Beran
Rudolf Beran (28. prosince 1887 Pracejovice – 28. února 1954 Leopoldov) byl český agrární politik a ministerský předseda. První vládu Strany národní jednoty vedl od prosince 1938 do zániku druhé republiky v březnu 1939, kdy na více než měsíc stanul v čele protektorátního kabinetu. Po válce byl odsouzen za kolaboraci s nacisty a zbytek života strávil ve vězení. V roce 2022 byl rehabilitován.

## Osobní život
Rudolf Beran se narodil v jihočeské vsi Pracejovice, jeho otec byl místní rolník a hostinský. Beran vystudoval vyšší hospodářskou školu ve Strakonicích a již jako mladík byl činný v agrárnických hnutích. Později vstoupil do Českoslovanské strany agrární. Před samotným vstupem do politiky sám hospodařil na statku svého otce.
Se svou ženou Marií (rozená Pilařová v Ohařích u Kolína) měl dva syny, staršího Rudolfa a mladšího Břetislava. Manželka Beranovi zůstala věrná i během jeho dlouhodobého pobytu ve vězení, ačkoli sama byla stíhána a na 6 let komunistickým režimem taktéž odsouzena.
Rudolf Beran nemá žádný hrob. Je pohřben za leopoldovskou věznicí, kam v roce 1968 byla umístěna alespoň jména zde pochovaných. Po začátku normalizace však toto provizorní pohřebiště na rozkaz srovnala těžká technika se zemí.

## Politická činnost

### Za Rakouska-Uherska
Rudolf Beran disponoval vynikajícími řečnickými schopnostmi, které mu pomáhaly prosadit se na venkovských schůzích.[zdroj?] Politickým vzorem pro Rudolfa Berana byl tehdejší předseda agrárníků Antonín Švehla, chápal jej jako svého učitele.[zdroj?] Beran působil od roku 1915 jako generální tajemník agrárníků.

### První republika
Nejdůležitější část politické kariéry Rudolfa Berana začala po druhém sjezdu Republikánské strany na konci června roku 1922. Od doby, kdy proběhly volby v roce 1920, měla za sebou strana 2 roky plné práce, kdy sbírala organizační zkušenosti. Strana za tuto dobu posílila své postavení a členskou základnu a stala se tak největší stranou.[zdroj?] Na sjezdu vyvrcholilo úsilí sjednotit politické zemědělské hnutí, které bylo historicky ukotveno v českých zemích spolu s nově vzniklým hnutím na Slovensku a na Podkarpatské Rusi. Předsedové Antonín Švehla a Milan Hodža vyhlásili sjednocení obou hnutí v jednu politickou stranu, kterou nazvali Republikánská strana zemědělského a malorolnického lidu.[zdroj?]
Beran v této straně nadále zastával funkci generálního tajemníka a byl také ředitelem veškeré činnosti spjaté s organizačními složkami. Ve své funkci vydával i Zemědělskou korespondenci, která byla určena především funkcionářům. Díky tomu, že se straně politicky dařilo, mohla prosadit řadu svých opatření, která se týkala zejména oblasti zemědělství. Například pozemková reforma zaznamenala velký úspěch hlavně na Podkarpatské Rusi, kde velkou částí přispěla k hospodářskému rozvoji. V období po roce 1930 se začala v Československu projevovat zemědělská krize, kdy o pomoc žádalo Slovensko, ale i Morava. V roce 1932 byly přijaty některé zákony, které se snaží omezit dopady krize na zemědělství a hospodářství celkově. V roce 1933 zemřel předseda strany Antonín Švehla, funkce předsedy nebyla po následující tři roky obsazenam, neoficiálním vůdcem strany byl Beran. V roce 1935 byl na funkci předsedy navržen výkonným výborem, na šestém sjezdu strany v lednu roku 1936 se potvrdila volba Rudolfa Berana coby předsedy Beran byl zvolen na základě své dřívější intenzivní spolupráce se Švehlou a díky svým zásluhám na organizaci zemědělských složek strany.[zdroj?]
Devatenáctého května roku 1935 strana vydala prohlášení k volbám, které obsahovalo požadavky pro budoucí agrární politiku země, hlavně dokončení pozemkové reformy, řádné hodnocení zemědělské práce nebo předání dolů do rukou národa. Tyto volby se staly zkouškou toho, jak je strana silná a zda si získala důvěru voličů po zemědělské krizi. Strana musela bojovat proti vzrůstajícímu vlivu a prosazování se fašistů na venkově, zejména v západních a jižních Čechách byla zřetelná kampaň, a to z důvodu, že zde měl Rudolf Beran sídlo.
Před prezidentskou volbou v roce 1935 i během ní byla Republikánská strana vystavena velkému tlaku a to díky kandidatuře Bohumila Němce, který se postavil proti Edvardu Benešovi, toto rozhodnutí bylo později velmi kritizováno. Strana byla pomlouvána za údajnou spolupráci s henleinovci, tyto pomluvy se šířily zejména z kruhu socialistického a lidoveckého tisku. Těmito kroky šířili nedůvěru v Republikánskou stranu i v osobu samotného Berana. Pomluvy se však dostávaly i od komunistů, kteří označovali Bohumila Němce za fašistu a celou Republikánskou stranu obviňovali ze spolupráce s fašistickým hnutím.
Snažil se o nekonfrontační přístup k Němcům. V roce 1938, kdy se připomínalo 20. výročí samostatného Československa, Rudolf Beran pronesl řeč, ve které zdůraznil, že navzdory nepříznivému období by občané Československa měli zůstat věrni demokratickým zásadám a že by sice měli věřit spojencům, spoléhat by se však měli hlavně sami na sebe. V tomto roce také pronesl proslov, ve kterém se vyjádřil o postavení menšin v Československu. Zejména otázka německé menšiny vyvolala velkou vlnu reakcí a nespokojenosti. Beran totiž prohlásil, že se německá národnost nesmí jen tak přehlížet, že se mají obě strany snažit dohodnout a hlavně spolu komunikovat. Němci by tak měli respektovat český stát, ale zároveň by měli dostat to, co jim patří ohledně státní správy. Zdůraznil zde to, že se Němci hlásí k určité politické straně, z nich nedělá ještě velezrádce.
Beran začal být vnímán jako vlastizrádce v roce 1938, kdy navrhoval, aby československá vláda přijala do svých řad zástupce Sudetoněmecké strany Konrada Henleina. V periodiku Venkov byl navíc otištěn článek, který byl napsán samotným Henleinem, vůdcem Sudetoněmecké strany, ve kterém obviňoval Čechoslováky z nepochopení Němců, kteří nechtěli být po roce 1918 součástí Československa. Po válce Beran v roce 1947 před Národním soudem prohlásil, že o otištění článku neměl žádné informace a že k tomu došlo bez jeho vědomí. Toho všeho využili komunisté, aby jeho osobu i celou stranu mohli očernit. Lidové listy ho nakonec obvinily i z myšlenky totalitarismu, cílem těchto praktik bylo ovlivnit mínění o straně před následujícími volbami. Beran byl vyzýván, aby veřejně vystoupil a vysvětlil, co řekl o německé menšině, on však prohlásil, že nic ze svého proslovu odvolávat nebude. Jakmile odezněly diskuze ohledně Beranova projevu, objevili komunisté dokument, ve kterém poslanec Slánský žádá v parlamentní interpelaci o vysvětlení schůzky Berana s německým vyslancem Eisenlohrem. Tato schůze však byla naplánována samotným předsedou vlády.[zdroj?]

### Druhá republika
Dne 18. 11. 1938 se z středopravých stran a z části strany národně socialistické vytvořila Strana Národní jednoty, ke které se následně přidaly i krajní pravicové strany. Předsedou této strany byl zvolen sám Rudolf Beran. Beran byl pověřen, aby nabídl kandidaturu na prezidenta Háchovi, ten zase chtěl, aby Beran sestavil novou vládu, zejména z lidí, kteří již byli dříve politicky aktivní, s tím však Beran nesouhlasil, chtěl vládu, ve které by byli odborníci. Nakonec ale souhlasil a vládu sestavil, převzal do ní některé členy vlády, např. generála Syrového, a jmenoval i nové osoby.
Beranova vláda si byla velice dobře vědoma obtížné situace, ve které se československý stát po Mnichově ocitl, věřil ale, že národ má dostatek sil, aby tyto problémy přetrpěl. V této době vyzýval obyvatelstvo ke spolupráci a k tomu, aby se psychicky nevzdávali. Pro něho samotného ale byla tato situace velice tíživá a přidělávala mu velké starosti. Aby mohla vláda účinně a co nejrychleji řešit úkoly, vyžádala si od parlamentu zmocnění, že může po dobu 2 let spravovat státní záležitosti dle zmocňovacího zákona. Očekávání Berlína, že se Československo připojí k ose Berlín-Řím a že odvolá spojenecké smlouvy, které mělo uzavřené s Francií a Sovětským svazem, se stalo pro Beranovu vládu naprosto neakceptovatelné. Beran i jeho vláda se tak ocitli v těžké situaci, kdy vláda musela s Hitlerem spolupracovat, nechtěla ale slepě plnit všechna jeho ultimáta.

### Protektorát
Německá okupace z 15. března 1939 znamenala v Beranově životě zásadní zlom, byl zničen, zrazen, apaticky ležel doma v posteli. Když byl tohoto dne vyhlášen Protektorát Čechy a Morava, Beran následně podal svým jménem i jménem celé vlády demisi. Striktně totiž nesouhlasil s podpisem Háchy, který jel do Berlína, aby protektorát spolu s Hitlerem podepsali. Spolu s některými dalšími politiky však zůstal v imaginární vládní odpovědnosti a to do doby, než přijel říšský protektor Neurath. V tomto období se musel setkávat s okupačními činiteli, což mu bylo osobně velmi nepříjemné a při soudu v roce 1947 to bylo použito proti němu. V tomto období byl v kontaktu také s odbojovou skupinou Obrana národa. Po ukončení funkce předsedy vlády odešel z politického a veřejného života, udržoval však kontakty s částí protektorátní reprezentace i domácího odboje, který též finančně podporoval.
Během války byl členem odbojové organizace Politické ústředí, kde byl jedním z místopředsedů, za tuto činnost byl v květnu 1941 zatčen gestapem a v roce 1942 souzen pro velezradu, hlavním svědkem proti němu stál K. H. Frank. Byl v Berlíně odsouzen k 10 letům žaláře a k pokutě 100 000 říšských marek (milion protektorátních korun) spolu se zabavením majetku. V prosinci roku 1943 byl však bez udání důvodu jeho trest přerušen, byl propuštěn do domácího vězení a konfinován v Pracejovicích, které 6. května 1945 osvobodili Američané.[zdroj?]

### Po válce
Velmi brzo po osvobození, 19. května 1945 byl Beran znovu zatčen, tentokrát československými bezpečnostními orgány a obviněn z úkladů proti československému státu včetně kolaborace s německými okupanty. Spolu s ním byl zatčen i Josef Černý, také politik Republikánské strany a meziválečný ministr vnitra. Beran nečekal, že po jedné diktatuře přijde diktatura druhá, a že ani tady jeho postoje nebudou uznávány bez povšimnutí a bez následného trestu. Odsouzení těchto politiků mělo dokázat, že jsou zrádci národa a měl se tak ospravedlnit zánik jejich strany.
Beran byl ve vyšetřovací vazbě až do dubna 1947, kdy byl odsouzen Národním soudem k 20 letům těžkého žaláře a propadnutí veškerého jmění, které si však ani nestihl převzít po skončení války. Žaloba trvala dlouho zejména proto, že nebyly žádné důkazy, které by mohly být natolik věrohodné, aby jim někdo věnoval pozornost. Ve svém dopise z vězení popisuje, jak s ním bylo zacházeno, je však i nadále optimistický a doufá, že bude lépe. Obžalovaní byli souzeni zejména za činy z období částečné mobilizace (květen 1938) až po vyhlášení protektorátu. Obžalovací spis však obsahoval i informace z roku 1926, kdy se na vládě podílely i německé aktivistické strany, toto bylo bráno jako zjevné stranění Němcům (ačkoliv šlo o úspěšnou demokracii, která byla uznávána i za hranicemi Československa. V obžalobě nechyběla zmínka o článku Henleina ve Venkově a Beranův proslov ohledně německé menšiny v roce 1938. Vyčtena mu byla i schůzka s německým vyslancem Eisenlohrem. Beran byl obviněn, že chtěl ovládnout celou moc ve státě a z toho, že se opíral o fašistická hnutí a ze spolupráce s Hitlerem. Založení Strany národní jednoty zde bylo bráno jako projev totalitarismu. Všechna se nesla v duchu komunistické propagandy. Komunistická strana se snažila potlačit jakékoliv svědectví, které by mluvilo ve prospěch Berana, soudy byly zmanipulovány a výsledek byl tak znám už od začátku. Svědci byli ovlivňováni, a to i tělesným nátlakem.
Během hlavního přelíčení, které probíhalo od konce ledna do začátku dubna, pronesl Beran dlouhou obhajovací řeč, ve které se snažil vyvrátit všechny body obžaloby, jeho projev byl velmi přesvědčivý. Beran rozvrátil obžalobu a porotci byli velmi otřeseni, protože měli jasně nařízeno, že Beran má dostat ten nejvyšší možný trest. Rozsudek, který byl 21. dubna 1947 vynesen, tak byl politicky zmanipulován a Beran v něm byl odsouzen, z obsáhlé žaloby však zbyly jen trosky, které k popravě naštěstí nestačily. Josef Černý byl zproštěn obžaloby úplně. Beran byl uznán vinným mimo jiné za uvítání říšského protektora Neuratha v dubnu 1939, projevy, které musel v té době pronášet, byly označeny za zločin, ačkoliv se jednalo jen o snahu o umírnění dopadu protektorátu na Československo. Druhým trestným činem byl prodej zbraní Německu, ke kterému došlo ale pod nátlakem a bez prvotního záměru prodat zbraně zrovna Němcům. Nabídnuty byly totiž i Anglii, Francii a Rumunsku.
Beran byl tedy odsouzen k 20 letům tvrdého žaláře, pozbyl tak i občanské cti. Polovinu trestu si musel odpykat na svobodě ve zvláštních nucených pracovních oddílech. Celé jeho jmění propadlo státu. Obětí se stala i Beranova manželka, která byla obžalována, že před konfiskací majetku nepřiznala všechny rodinné šperky, obrazy a jiné předměty včetně cizích valut. Roku 1951 byla odsouzena k 6 letům žaláře. Byla také označena za nepřítele nového socialistického státu.
Rudolf Beran byl převezen do věznice na Pankráci, kde s ním bylo až nelidsky zacházeno. Ihned po příjezdu byl zbit obuškem a od začátku podstupoval velkému psychickému nátlaku. Nebyly mu dovoleny vycházky a nesměl se koupat a ani holit. Během svého pobytu neměl přístup k tisku a nebylo mu povoleno vlastnit ani papír a tužku. Výslechy, které musel podstupovat, trvaly mnohdy i celé hodiny v kuse bez jakékoliv pauzy. Praktiky, které musel vydržet, připodobňoval k praktikám, které používalo gestapo. Vyšetřování pro Národní soud totiž neprováděly soudy, ale sama policie. S tímto faktem se vázala skutečnost, že chování k Beranovi bylo velmi agresivní, ponižující a psychicky náročné.
Ve svém dopise rodině, který však prvotně věnoval zemědělské veřejnosti, vyzdvihoval myšlenku demokracie a nezapomněl také povzbudit československý národ. Dále kladl důraz na to, aby lidé drželi pohromadě a spolupracovali spolu. Vzhledem k odkazu Antonína Švehly, který ve svém dopise také zmiňuje, neopomíná zdůraznit tradici agrárních uskupení, které je potřeba zachovat. V rámci dopisu žádá o materiály pro svou rodinu, které by mohly pomoci k jeho obhajobě.
Věznice v Leopoldově, kde byl Beran uvězněn, patřila mezi nejhorší věznice svého typu. S vězni, často nevinnými, nebylo zacházeno nijak příjemně. Často se jim nedostávalo kvalitní zdravotní péče a za práci nebyli skoro vůbec placeni. V lednu roku 1954 onemocněl chřipkou a kvůli špatným podmínkám, které panovaly během jeho léčby i před ní, této nemoci 28. února 1954 podlehl. Beran nebyl pohřben do hrobu, ale pouze za leopoldovskou věznicí, kde jen vystavili jména zesnulých. Spolu se začátkem normalizace byl však i tento „hrob“ srovnán se zemí.

### Rehabilitace
Rudolfu Beranovi a otázce jeho rehabilitace se pozorně věnuje ve své knize Rudolf Beran a jeho doba Jaroslav Rokoský. 3. května 2022 nařídil Vrchní soud v Praze zrušit rozsudek z roku 1947 a věc předal k šetření státními zástupci. V červenci 2022 pak státní zástupce stíhání Rudolfa Berana zastavil.

## Rudolf Beran a jeho rodná ves
Beran se svého postavení snažil využit naplno, pomáhal své rodné obci Pracejovice, kde se dalo. Například v době svých studií na hospodářské škole v Pracejovicích založil Spolek pro zvelebení chovu dobytka. Později nechal vydláždit náves a všechny cesty v obci. Dlažba obyvatelům slouží dodnes. Rudolf Beran byl zaujat družstevnictvím. V roce 1928 byla v Pracejovicích zakoupena první obecní mlátička, k níž Rudolf Beran daroval motor. Později byly dokoupeny i další společné mlátící stroje, nejprve na benzínový, po provedení elektrizace na elektrický pohon.
Od roku 1928 do roku 1932 se z Beranovy iniciativy prováděla meliorace a odvodnění pozemků všech zemědělců ve vsi. Rudolf Beran k tomuto účelu vymohl subvenci od Ministerstva zemědělství a Zemského správního výboru, která pokryla 55 % nákladů. Sám zaplatil projekt meliorace, šlo asi o 6800 korun. Jeho přičiněním byly rovněž lesem osázeny neplodné plochy obecních pastvin „V Jamkách“. Všechny stromky dodal iniciátor zdarma. Díky Beranovu vlivu prošla obec také elektrifikací, byla zbudována kanalizace a moderní vodovod.

## Ocenění
V roce 2011 mu byla udělena Cena Václava Bendy (in memoriam).